# Sarkandaugava (stacja kolejowa)
Sarkandaugava – stacja kolejowa na linii Zemitāni – Skulte, znajdująca się na Łotwie w Rydze, w dzielnicy Sarkandaugava. W jej pobliżu znajdują się cmentarze: Rainisa, Leśny oraz Braterski.